# Ceriantharia
Ceriantharia là một lớp động vật trông rất giống với hải quỳ nhưng chúng thuộc về một lớp riêng của phân ngành Anthozoa. Các loài Ceriantharia thường sống đơn lẻ, chôn chân trong những trầm tích mềm mại. Trước đây, chúng được phân loại là một bộ trong Phân lớp Ceriantipatharia cùng với Antipatharia nhưng sau đó đã được chuyển thành một lớp riêng.
Một số loài như Anactinia pelagica có chân không gắn cố định; thay vào đó, chúng có một khoang chứa khí trong bàn đáy, cho phép chúng nổi lộn ngược ở gần mặt nước.

## Phân loại

### Spirularia

#### HọBotrucnidiferidae
- Angianthula
- Atractanthula
- Botruanthus
- Botrucnidiata
- Botrucnidifer
- Calpanthula
- Cerianthula
- Gymnanthula
- Hensenanthula
- Ovanthula
- Sphaeranthula

#### HọCerianthidae
- Anthoactis
- Apiactis
- Bursanthus
- Ceriantheomorphe
- Ceriantheopsis
- Cerianthus
- Engodactylactis
- Isodactylactis
- Nautanthus
- Pachycerianthus
- Paradactylactis
- Parovactis
- Peponactis
- Plesiodactylactis
- Sacculactis
- Solasteractis
- Synarachnactis
- Syndactylactis
- Trichactis

### Penicillaria

#### HọArachnactidae
- Anactinia
- Arachnactis
- Arachnanthus
- Dactylactis
- Isapiactis
- Isarachnactis
- Isarachnanthus
- Isovactis
- Ovactis
- Paranactinia